# Tüpfelgelbschenkel

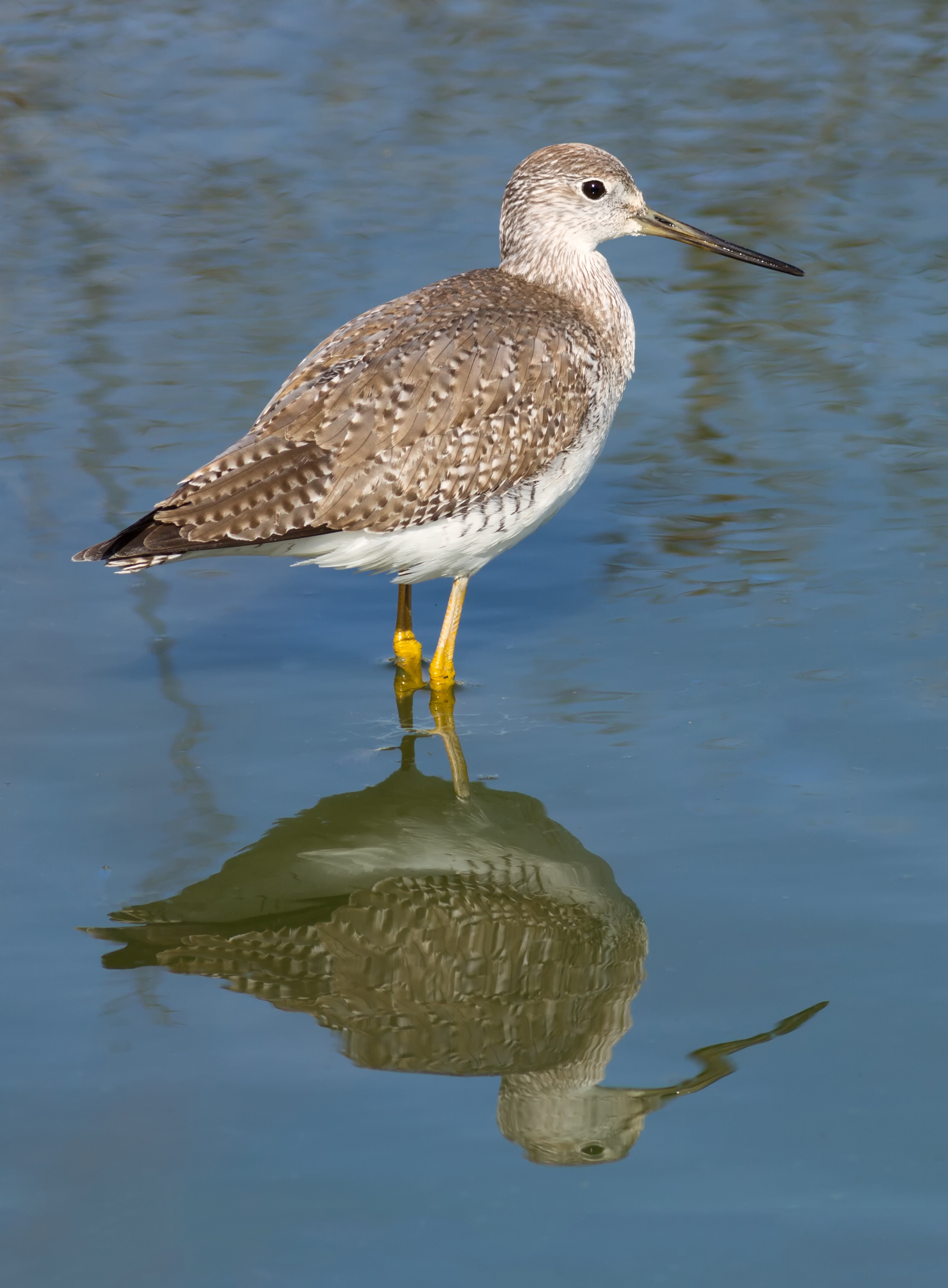
Tüpfelgelbschenkel in Kalifornien

Der Tüpfelgelbschenkel (Tringa melanoleuca) auch Große Gelbschenkel ist ein nordamerikanischer Schnepfenvogel. In Mitteleuropa ist er ein sehr seltener Irrgast, der deutlich seltener als der Gelbschenkel beobachtet wird.

## Merkmale
Das Gefieder des 36 cm langen Tüpfelgelbschenkels ist oberseits graubraun gesprenkelt und unterseits heller. Das Prachtkleid ist kräftiger gemustert und zeigt dunklere Flecken am Rücken, die Unterseite ist ebenfalls gefleckt. Der lange, schlanke Schnabel ist grau und die langen, dünnen Beine sind orange oder gelb gefärbt.

## Vorkommen

Das Brutareal des Tüpfelgelbschenkels ist die Tundrenzone bis in die nördliche Taigazone von Südalaska und British Columbia über Zentralkanada bis nach Labrador, Neufundland und Neuschottland.
Der Tüpfelgelbschenkel brütet in der Tundra, in Sümpfen, Gehölzen und Nadelwäldern, gewöhnlich in der Nähe kleiner Seen und Teiche. Er zieht zum Überwintern nach Mittel- und Südamerika. Gelegentlich wird er in Nordeuropa gesehen.

## Verhalten
Der Tüpfelgelbschenkel ist meist allein anzutreffen. Während der Zugzeit bildet er aber größere Schwärme.
Er ernährt sich von Wirbellosen, kleinen Fischen und Amphibien, aber auch von vegetarischer Kost wie Beeren. In Küstengebieten pickt er bei Ebbe die Beutetiere entweder direkt vom Schlamm auf oder stochert im Schlamm nach ihnen mit dem Schnabel.

## Fortpflanzung
Am Boden, oft am Fuß eines Baums oder unter einem Busch legt der Vogel drei bis vier Eier in eine flache Bodenmulde, die mit Pflanzenmaterial gepolstert ist.

## Etymologie und Forschungsgeschichte
Die Erstbeschreibung des Tüpfelgelbschenkels erfolgte 1789 durch Johann Friedrich Gmelin unter dem wissenschaftlichen Namen Scolopax melanoleuca. Als Verbreitungsgebiet gab er die sandigen Ufer Labradors an. 1758 führte Carl von Linné die neue Gattung Tringa ein. Dieser Name hat sein Ursprung in τρυγγας tryngas ein Name den Aristoteles für einen drosselgroßen Watvogel mit weißem Bürzel, der mit dem Schwanz wippt verwendete. Der Artname melanoleuca ist ein Wortgebilde aus μελας, μελανος melas, melanos, deutsch ‚schwarz‘ und λευκος leukos, deutsch ‚weiß‘. Alfred Laubmann hatte für sein Werk Die Vögel von Paraguay kein Balg zur Verfügung. Er sah die Art als Zugvogel in Paraguay und nur in den nordischen Wintermonaten als anwesend. Als Nachweise für das Land sah er Waikthlatingmayalwa im Gran Chaco sowie Fortin Page am Río Pilcomayo durch John Graham Kerr, am Bach Yaguarazapá im Distrikt Capitán Meza durch Arnaldo de Winkelried Bertoni und am Puerto Pinasco im Departamento Presidente Hayes  durch Alexander Wetmore. Zusätzlich erwähnte Laubmann Chorlito del rabadilla blanca und Chorlito del pardo picado de blanco von Félix de Azara als Nachweise für die Art.

## Einzelbelege
1. ↑  Johann Friedrich Gmelin (1789), S. 659.
2. ↑  Carl von Linné (1758), S. 148.
3. ↑  Tringa The Key to Scientific Names. Edited by James A. Jobling
4. ↑  melanoleuca The Key to Scientific Names. Edited by James A. Jobling
5. ↑  John Graham Kerr (1901), S. 236.
6. ↑  John Graham Kerr (1892), S. 151
7. ↑  Arnaldo de Winkelried Bertoni (1914), S. 39.
8. ↑  Alexander Wetmore (1926), S. 150.
9. ↑  Félix de Azara (1805), S. 305–306.
10. ↑  Félix de Azara (1805), S. 308–310.
11. ↑  Alfred Laubmann (1939), S. 84.